# フィリップ・ド・ヴィリエ

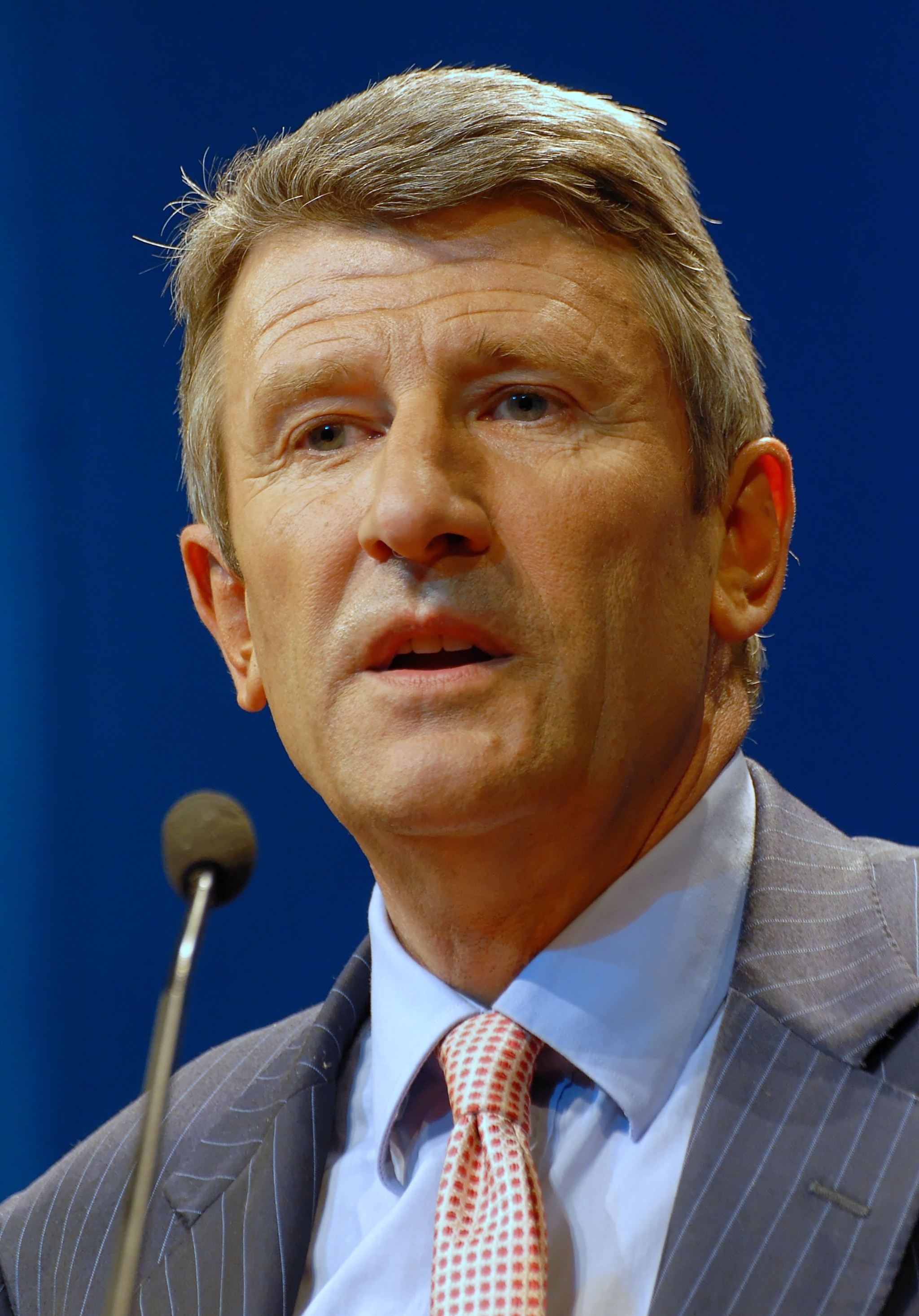
ド・ヴィリエ子爵（2007年4月、トゥールーズにて撮影）

フィリップ・ル・ジョリス・ド・ヴィリエ・ド・サンティニョン子爵（Vicomte Philippe le Jolis de Villiers de Saintignon、1949年3月25日 - ）は、フランスの政治家。極右政党フランス運動（Mouvement pour la France、MPF）元党首。国民議会議員、欧州議会議員、ジャック・シラク内閣文化次官を歴任。
ヴァンデー貴族の家系で、カトリック教徒。弟にフランス軍統合参謀総長を務めたピエール・ド・ヴィリエが居る。
2022年フランス大統領選挙ではエリック・ゼムールを支持している。

## 政治経歴
ヴァンデ県ブーローニュ出身。生家はヴァンデーの貴族の家柄。1981年フランソワ・ミッテランが大統領になるとこれに反発して郡長を辞任。1986年下院国民議会議員にフランス民主連合から立候補し当選する。コアビタシオンでジャック・シラク内閣ができると文化次官に就任した。
1994年、フランス民主連合を離党し、新党「フランスのための運動」（フランス運動）を結成。同党首に就任する。
同党は、欧州統合に対して慎重ないし反対の立場を取り、1999年同じく欧州懐疑論者のシャルル・パスクワ率いるフランスヨーロッパ独立連合（Rassemblement pour la France et l'Indépendance de l'Europe）と提携して欧州議会議員選挙に臨み、13議席を獲得した。なお、これに先立ち1995年フランス大統領選挙にド・ヴィリエは立候補しているが、4.7パーセントの得票に終わっている。
2004年欧州議会議員選挙では、フランス連合の党勢はド・ヴィリエを含め3議席に留まった。ド・ヴィリエは、フランス政界において、保守主義、伝統尊重、欧州懐疑論者の指導的政治家として行動し、2005年欧州憲法批准をめぐる議論では反対の立場を取った。ド・ヴィリエは、フランスの政治家で最初に「ポーランド人の配管工」（Plombier polonais）というフレーズを用いて、低賃金の外国人労働者がEU拡大に伴い東欧から流入することを攻撃した人物となった。2007年欧州議会議員選挙に再選し、会派「独立と民主」（Independence and Democracy）に所属。2014年まで在職した。
2007年フランス大統領選挙にフランスのための運動から立候補し、81万8407票（2.23%）を得票し6位に終わった。